# Nicolas Seube
Nicolas Seube (Toulouse, 11 de agosto de 1979) es un exfutbolista y entrenador francés. Jugaba de centrocampista y desde la temporada 2025-26 dirige al R. C. Estrasburgo "II".

## Trayectoria
Empezó su carrera futbolística a nivel profesional en el S. M. Caen a la edad de 22 años procedente de la cantera del Toulouse F. C., el club de su ciudad natal y en el cual no llegó a debutar con el primer equipo.
Desde que fichara por el conjunto de la capital de la Baja Normandía permaneció en él hasta su retirada al término de la temporada 2016-17, siendo considerado un one-club men. Durante esos años consiguió convertirse en el jugador con más partidos disputados en la historia de la entidad.
Una vez colgadas las botas, siguió vinculado al club como entrenador adjunto del equipo sub-17. Dos años después fue nombrado entrenador adjunto del equipo reserva, y de cara a la temporada 2020-21 asumió el cargo de entrenador principal del equipo sub-19. En junio de 2021 pasó a ser el director del centro de formación del club y al año siguiente se convirtió en el entrenador del filial. Se mantuvo en el puesto hasta el 29 de noviembre de 2023, momento en el que fue nombrado entrenador del primer equipo. A este lo dirigió en 44 encuentros y fue destituido en diciembre de 2024, poniendo así fin a más de veinte años formando parte del club.
Inició una nueva etapa en los banquillos en junio de 2025, cuando fichó por el R. C. Estrasburgo para entrenar al segundo equipo.

## Clubes

### Como jugador
| Club       | País    | Año       |
| ---------- | ------- | --------- |
| S. M. Caen | Francia | 2001-2017 |

### Como entrenador
| Club                   | País    | Año       |
| ---------------------- | ------- | --------- |
| S. M. Caen "II"        | Francia | 2022-2023 |
| S. M. Caen             | Francia | 2023-2024 |
| R. C. Estrasburgo "II" | Francia | 2025-     |